# Jangdong
Jangdong (hangul: 경주양동민속마을 Kjongdzsu Jangdong Minszok Maul) a legnagyobb Csoszon-kori hagyományos falu Dél-Koreában, mely közigazgatásilag Észak-Kjongszang tartomány Kjongdzsu városához tartozik. A falu a Csoszon-kori építészet és hagyományok őrzője, 2010 óta az UNESCO Világörökség része.

## Története
A falu a Szolcshangszan hegy lábánál fekszik, 160 hagyományos ház található itt, ezek közül 54 több mint kétszáz éves. A faluban számos híres konfucianista filozófus tanult és elmélkedett, köztük például I Ondzsok (이언적). Jangdong a Szon és az I klánok faluja volt házasság révén, a jangban (nemesi) házak a domboldalakra épültek, a parasztok házai alattuk találhatóak.
A falu legrégebbi háza egyben Korea egyik legrégebbi épen maradt lakóháza is, a Szobektang (서백당) 1475-ben épült és a korai Csoszon házépítészetbe nyújt betekintést. Az 1940-es években buddhista templom épült a faluban, egy évtizeddel később pedig egy keresztény templom.

## Képek

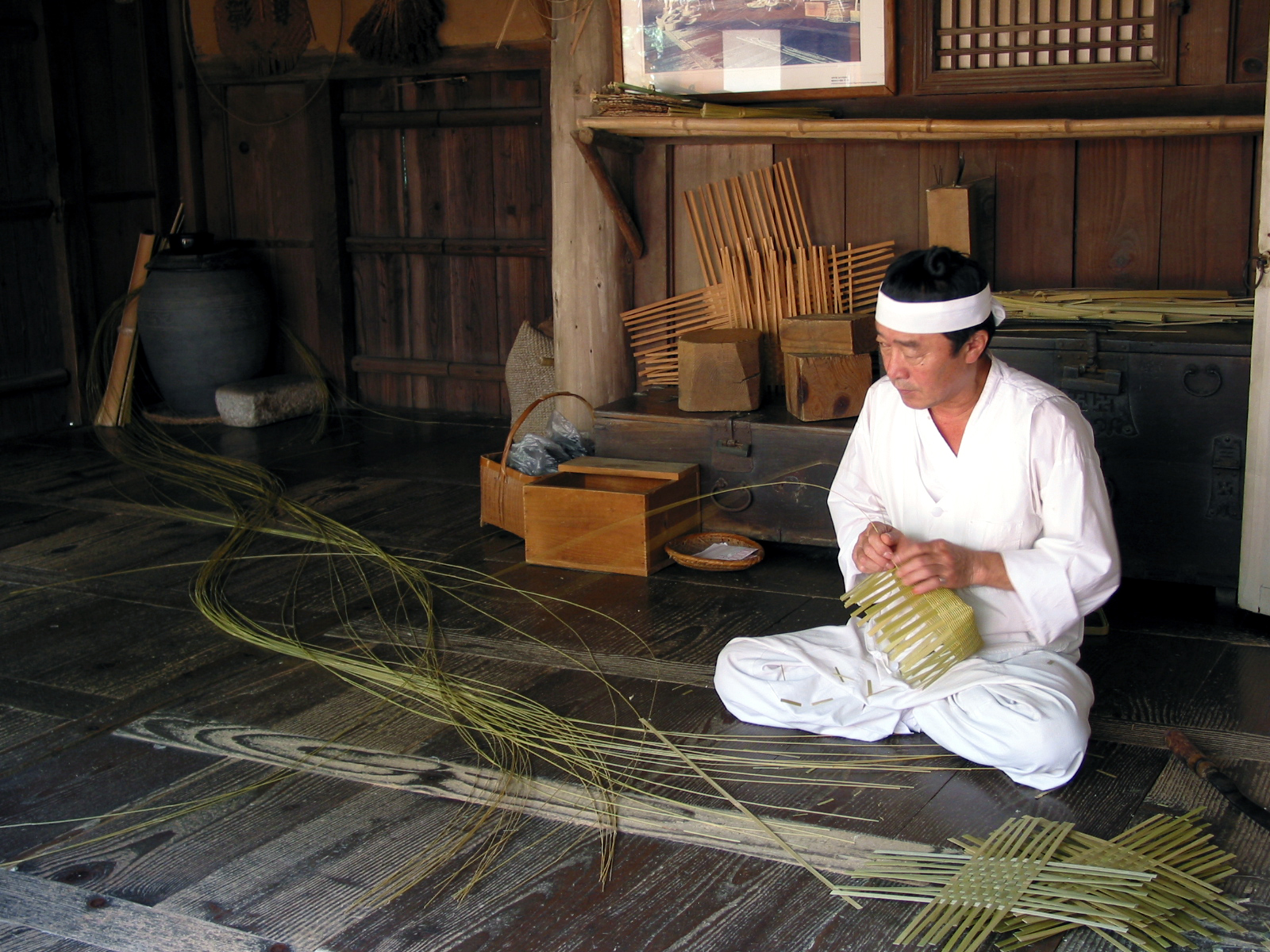
Kosárfonó férfi Jangdongban
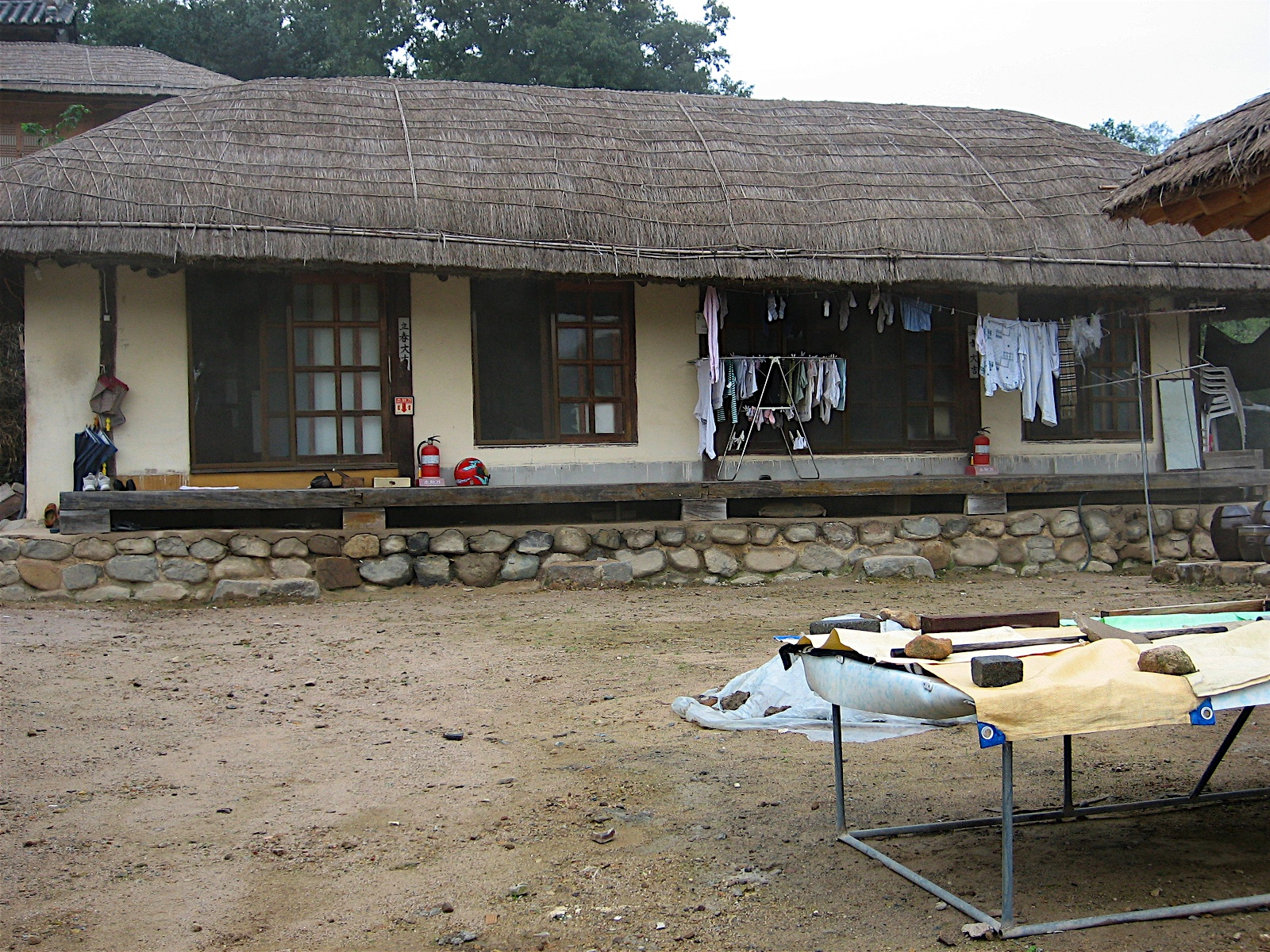
Hagyományos lakóház
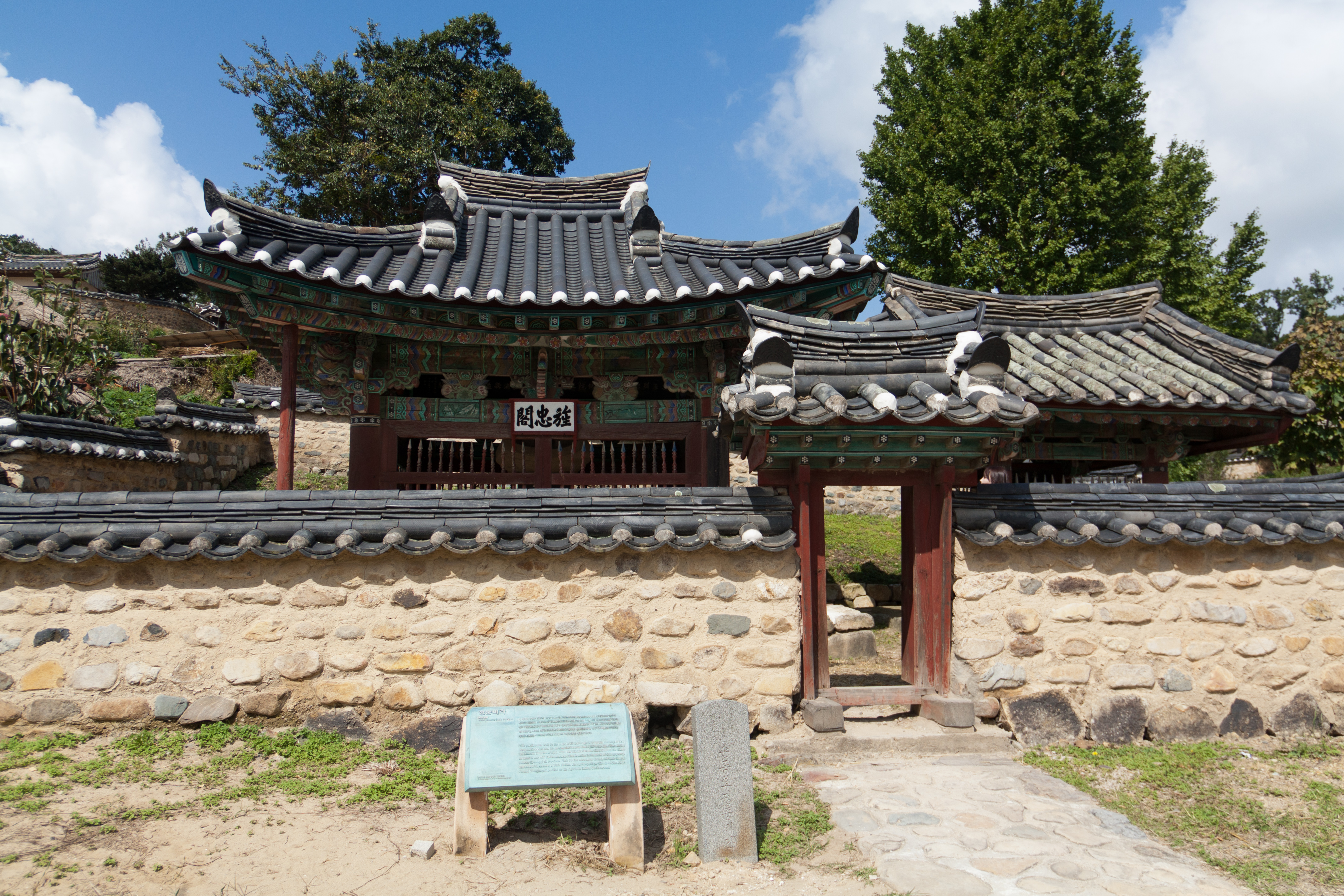
Jangdong
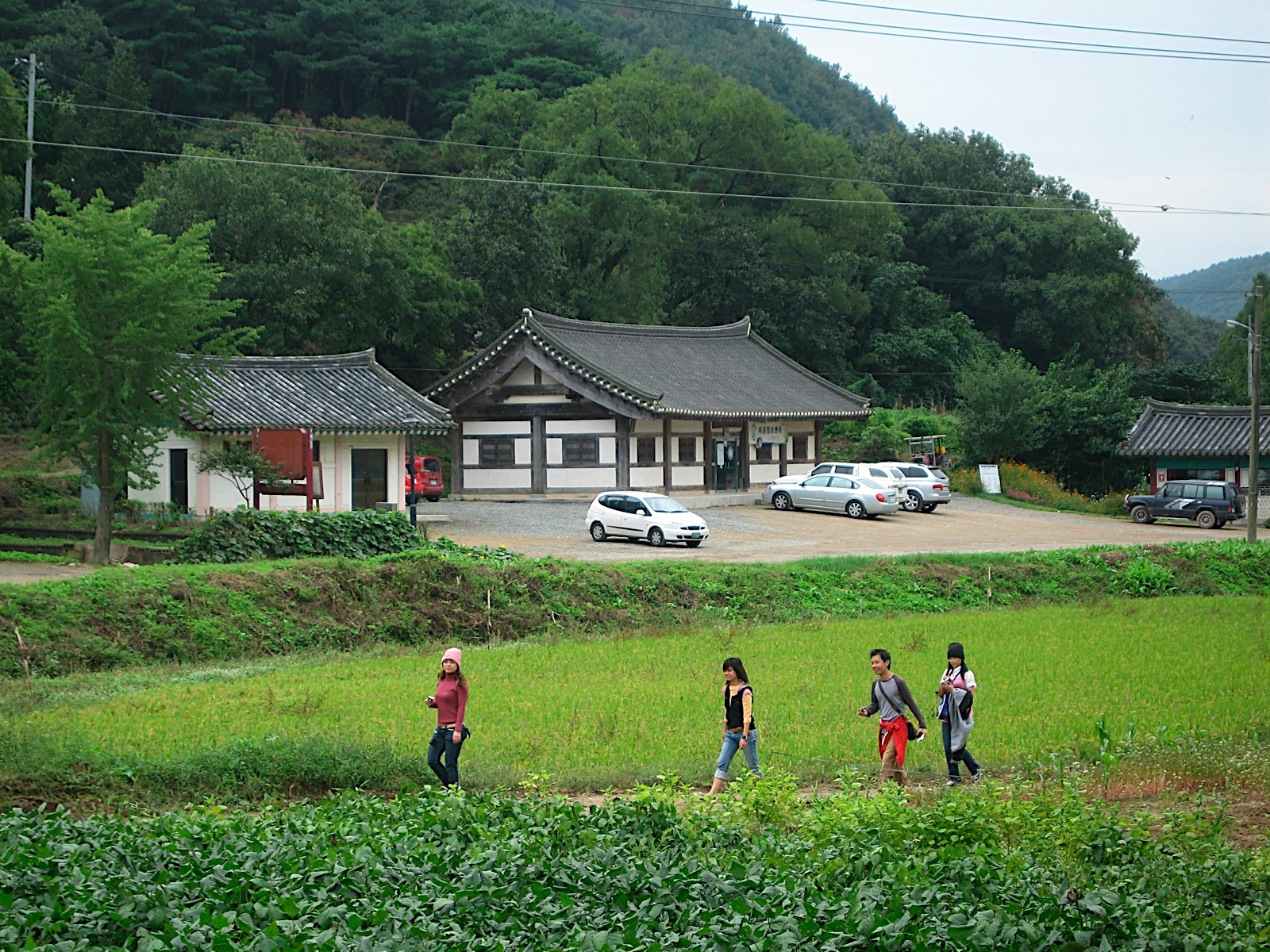
Jangdong